# 셜리 베럿

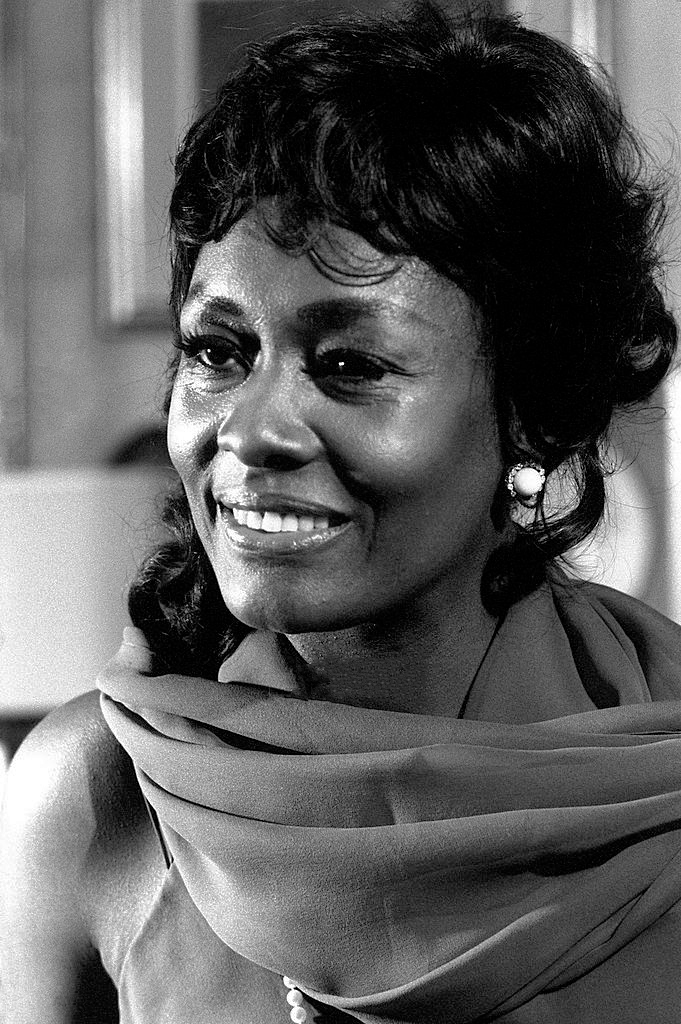

셜리 베럿(Shirley Verrett, 1931년 5월 31일 ~ 2010년 11월 5일)은 미국의 메조소프라노 가수이다. 1960년대 후반부터 1990년대까지 높은 명성을 누렸으며, 특히 베르디와 도니제티 작품의 공연으로 유명했다.
셜리 베럿은 루이지애나주 뉴올리언스의 흑인 가정에서 태어났다. 로스앤젤레스에서 애나 피추를 사사하고, 뉴욕 줄리아드 학교를 나왔다. 1957년 벤저민 브리튼의 오페라 《루크레티아의 능욕》으로 데뷔했으며, 1961년 메트로폴리탄 오페라 오디션에서 우승했다. 이듬해 링컨 센터에서 한 공연은 텔레비전으로 중계되었고, 1968년 카르멘으로 메트로폴리탄 데뷔를 했다.
1970년대 후반부터 소프라노 역할을 맡기도 했으며, 1994년에는 로저스와 해머스타인의 뮤지컬 《회전목마》에 네티 파울러 역을 맡았다. 1996년부터 미시간 대학교에서 성악을 가르치고, 2003년에는 자서전 《나는 홀로 걷지 않았네》(I Never Walked Alone)을 펴냈다.